# Kłodawa (dopływ Motławy)
Kłodawa (niem. Kladau) – rzeka, dopływ Motławy o długości 33,85 km.
Rzeka płynie na Pobrzeżu Gdańskim. Wypływa z Jeziora Małego Mierzeszyńskiego na wschodnim skraju Pojezierza Kaszubskiego. Górny bieg rzeki to liczne zakola i zalesione jary o stosunkowo wysokim spadzie. Na terenie wsi Kleszczewo na zachód od drogi Gdańsk – Starogard Gdański znajduje się ustanowiony w 1999 rezerwat przyrody Dolina Kłodawy oraz obszar Natura 2000 "Dolina Kłodawy", chroniące unikatową roślinność leśną przełomowego odcinka rzeki (na odcinku 1,6 km) oraz fragmentów wysoczyznowego lasu grądowego. W dolnym odcinku rzeka (od Łęgowa) przechodzi w nizinny kanał rzeczny aż do ujścia do Motławy w miejscowości Grabiny-Zameczek.